# حوزه انتخابیه صومعه‌سرا
حوزهٔ انتخاباتی صومعه‌سرا یکی از حوزه از حوزه‌های استان گیلان برای انتخابات مجلس شورای اسلامی است. این حوزه به مرکزیت صومعه‌سرا، ۱ نماینده دارد.
دوره اول:محمدتقی رنجبر چوبه
دوره دوم:محمدتقی رنجبر چوبه
دوره سوم:محمدتقی رنجبر چوبه
دوره چهارم :قاسم رمضانپور نرگسی
دوره پنجم :قاسم رمضانپور نرگسی
دوره ششم:محمدتقی رنجبر چوبه
دوره هفتم :سید کاظم دلخوش اباتری
دوره هشتم :سید کاظم دلخوش اباتری
دوره نهم:حمیدرضا خصوصی ثانی
دوره دهم :سید کاظم دلخوش اباتری
دوره یازدهم : سید کاظم دلخوش اباتری
دوره دوازدهم : سعید رحمت‌زاده

## پی‌نوشت و منبع
- «جدول حوزه‌های انتخابیه در انتخابات دهمین دورهٔ مجلس شورای اسلامی» (PDF). مرکز پژوهش و سنجش افکار صدا و سیما. بایگانی‌شده از اصلی (PDF) در ۵ اكتبر ۲۰۱۸. دریافت‌شده در ۳ اوت ۲۰۱۶. تاریخ وارد شده در |archive-date= را بررسی کنید (کمک)